# Jundiá (Alagoas)
Jundiá is een gemeente in de Braziliaanse deelstaat Alagoas. De gemeente telt 4.698 inwoners (schatting 2009).